# Кириллово (Бежаницкий район)
Кириллово — деревня на северо-западе Бежаницкого района Псковской области.  Входит в состав сельского поселения Ашевское.
Расположена на правом берегу реки Уда, в 34 км к северо-западу от райцентра Бежаницы.
Численность населения деревни составляет 10 жителей (2000 год).
До 3 июня 2010 года деревня входила в состав ныне упразднённой Ашевской волости.